# Мельчарек, Януш
Януш Мельчарек (пол. Janusz Mielczarek; 16 июня 1936, Ченстохова — 11 мая 2025) — польский фотохудожник, журналист и писатель. Действительный член и Художник Фотоклуба Республики Польша (AFRP). Член Капитула Фотоклуба Республики Польша. Действительный член Силезского окружного союза польских фотохудожников. Почётный член Фотографического Общества им. Эдмунда Остерлоффа в Радомско.

## Биография
Януш Мельчарек жил и работал в Ченстохове. В 1950—1954 годы был учеником средней Лицея им. Генрика Сенкевича в Ченстохове. В 1959 году окончил Высшую школу экономики в Ченстохове. В 1970—1975 годы был журналистом «Газеты Ченстоховской». В 1975—1996 годах был пресс-секретарем тогдашних ченстоховских воевод. Был журналистом, писателем, автором нескольких сборников рассказов — в 1986 году выпустил свой сборник рассказов «Прежде чем тебя вышвырнут из самолета». В 1983 году выпустил авторский альбом «Фотографии».
Инициатор, организатор и многолетний комиссар Международного Салона «Натюрморт в фотографии», организованном под эгидой Международной федерации фотографического искусства (FIAP), Фотоклуба Республики Польша, Ассоциации Творцов и Президента Города Ченстохова.
Автор и соавтор многих фотовыставок: индивидуальных, групповых, пленэрных, конкурсных. Принимал активное участие в Международных салонах фотографии (в том числе организованных под эгидой FIAP), выиграв множество медалей, призов, наград, дипломов и грамот. В 2001 году был одним из создателей Юрского Фотоклуба в Ченстохове, являющегося коллективным членом Фотоклуба РП. Ведущий и участник многих фотографических семинаров и пленэров. Член жюри на фотоконкурсах.
Работы Януша Мельчарка были представлены в «Альманахе (1995—2017)», изданном Фотоклубом РП и Польской авторской ассоциацией.
Умер 11 мая 2025 года в возрасте 88 лет.